# أمير أباد (بالا لاريجان)
أمیر أباد (بالفارسية: امیرآباد) هي قرية تقع في إيران في قسم بالا لاریجان الريفي. يقدر عدد سكانها بـ 65 نسمة بحسب إحصاء 2016.